# 澤井健一
澤井 健一（さわい けんいち、1903年12月 - 1988年7月16日）は、日本人武道家、中国武術家。太氣至誠拳法の創始者。

## 来歴
福岡県出身。幼少の頃から武道を学び、柔道五段、剣道四段、居合道四段を取得する。1931年、中国（満州）に渡る。北京にて意拳（大成拳）の創始者である王向斎と出会い立ち会うが敗れ、その場で弟子入りを決意する。
最初は「外国人の弟子は持たない」と言う王向斎であったが、澤井の一週間におよぶ請願の熱意にうたれ、ついに入門を許可する。
日本の敗戦後、家族と共に自決を実行しようとするが、ちょうどその日に王向斎が澤井の自宅に訪れ「日本人は、物事に対して一生懸命になるが、一度失敗するとよく死にたがる。それは愚かなことであり、自分から死んでも何の役にも立たない。
幸い君は殺されることはないであろう。できるだけ早く中国を去って日本に帰りなさい。それが大成拳の道のためでもある。間違っても死ぬような考えを起こさないように。」と何度も諭され、1947年に帰国する。
日本での普及にあたり外国人の弟子である為、大成拳とは名乗らず、王向斎より許可を受け、「気」の一字を以て名付け、太氣至誠拳法（太気拳）を創始した。
帰国後、明治神宮にて少数の弟子達と共に稽古を始める。師の教えを守り、稽古は自然の中で行うことを主義とし、常設道場は持たなかった。
幾多の格闘家、武道家に多大な影響をあたえ世に、拳聖と賞賛された。
極真会創設者の大山倍達とも深い交流があり、極真会草創期の弟子たちは澤井と技術交流を行い、太気拳を学んでいた。また東京オリンピック柔道無差別級金メダリストのヘーシンクとも交流があり、澤井のもとで太気拳を学んだ。